# Regla de oro presupuestaria
La regla de oro o límite constitucional del déficit es una disposición constitucional cuyo objetivo es limitar la posibilidad de un Gobierno de gastar más de lo que recauda, limitando así el aumento de la deuda pública y garantizando la sostenibilidad de las finanzas públicas a largo plazo.

## Países con regla de oro

### Alemania
El artículo 110 de la Constitución alemana dispone que los ingresos y gastos del Estado deben estar equilibrados. El artículo 115 dispone adicionalmente que el endeudamiento anual no puede exceder los gastos por inversiones previsto en los presupuestos del mismo año. El único caso en el cual esta regla no se aplica es el de la lucha contra perturbaciones del equilibrio económico mundial.
En 2009 se endurecieron las disposiciones constitucionales con la reforma de los artículos 109, 115 y 143, añadiéndose un techo al déficit estructural del 0,35% a partir de 2014 para el Estado central y a partir de 2020 para los laender.

### Suiza
El 22 de junio de 2001, la Asamblea Federal de Suiza reformó el artículo 126 de la Constitución helvética. Esta reforma fue aprobada por referéndum popular el 1 de diciembre de 2001. El artículo 126 obliga al Gobierno Federal a mantener en equilibrio a largo plazo los gastos y los ingresos.

### Estados Unidos
La Constitución de los Estados Unidos no incluye una regla de oro. No obstante, esta Constitución, en su artículo 1 (sección 8), confiere al Congreso el poder exclusivo de incurrir en deudas. El Congreso fija un techo de deuda que queda en vigor hasta que el déficit presupuestario incrementa la deuda en exceso del límite. Desde 1944, este techo ha sido modificado 103 veces.

#### Estados Federales
Los Estados Federales de Estados Unidos tienen una larga historia de limitaciones constitucionales a la capacidad de los gobiernos de endeudarse. Rhode Island fue el primer estado en incluir en su Constitución una disposición de este tipo, en 1842. En 1860, 19 estados habían adoptado leyes y/o enmiendas constitucionales en este sentido.

### España
El 7 de septiembre de 2011 fue votada una modificación del articulado de la Constitución española introduciendo una regla de oro presupuestaria. La enmienda limita al 0.40% el déficit estructural anual del Estado (central, autonómico y municipal) a partir de 2020.

## Otros países
Polonia tiene desde 1997 un techo a la deuda pública, limitada en el 60%. Francia e Italia están en proceso de tramitar reformas en sus constituciones para introducir la obligación de equilibrar las cuentas públicas. 